# Melanocercops cyclopa
Melanocercops cyclopa là một loài bướm đêm thuộc chi Melanocercops, một chi bướm đêm thuộc họ Gracillariidae. Loài này sinh sống ở Ấn Độ (Tây Bengal).